# Verkaufssteuerung
Verkaufssteuerung bedeutet,
alle Instrumente zu nutzen, die dem Verkäufer aus der Betriebswirtschaft, insbesondere aus  der  Warenwirtschaft  und dem Marketing,  zur Verfügung stehen, um mit aussagefähigen Analysen und Prognosen alle Artikel im Verkaufsraum in der richtigen Menge, zur richtigen Zeit und am richtigen Ort mit den richtigen Preisen zu platzieren, damit maximaler Umsatz und maximaler Gewinn erzielt werden können.

## Instrumente der Verkaufssteuerung
- der Marketingplan,
- der Marketing-Aktionsplan,
- Auswertung von Rennerlisten,
- Rennerliste nach Gewinn,
- Auswertungen von Pennerlisten,
- Pennerliste nach Gewinn,
- Umsatz- und Gewinnprognose (Budget),
- der Umsatzprognoseabgleich,
- Gewinnprognoseabgleich,
- Umsatz- und Gewinnauswertung der Filialen und Filialbereiche,
- Anteilsanalyse,
- Analyse der Umsatz- und Gewinnentwicklung,
- Umsatzauswertung von Produktfamilien oder Produktserien,
- Reduzierungen mit der ABC-Analyse,
- Analyse der Neuheiten mit Verkaufsprognose,
- Analyse von Artikelgrößen, sowie alle weiteren Listen, die mit Hilfe moderner Warenwirtschaft oder alternativer Datenbankprogramme für die Beurteilung von Verkaufsbereichen und/oder einzelner Artikel im Handel zur Verfügung stehen.